# マキ・F102A
マキ・F102A (Maki F102A) は、マキが開発したフォーミュラ1カー。1976年日本グランプリに投入されたものの、予選落ちに終わった。

## 背景
1973年に設立されたマキエンジニアリングは、三村建治と小野昌朗による「アマチュアプロジェクト」であった。彼らが最初のフォーミュラ1カー、マキ・F101を製作したとき、両名ともモータースポーツの経験はまったく無かった。F101は1974年と1975年の数戦に参加したが、非常に大柄で洗練されておらず、潜在的に危険であると見なされていた。ハウデン・ガンレイ、鮒子田寛、トニー・トリマーがステアリングを握り、7戦に挑んだがいずれも予選落ちした。1975年シーズン終了後、小野昌朗はコジマエンジニアリングに移籍する。三村はそれにもかかわらず、少なくとも1976年日本グランプリに自らの車を走らせるという目的を追求し続けた。マキ・F102Aはこのレースのために製作されたが、結局は予選落ちに終わり、マキはF1から撤退した。

## 開発
F101はマキのエンジニアによって開発されたが、F102Aは外部の会社によって開発された。三村は、元マキメカニックが設立した設計事務所であるKCエンジニアリングに新車の設計を依頼した。
F102Aの技術設計は、F101と同様であった。シャシーには再びアルミニウム製モノコックが採用され、エンジンはコスワースDFVを搭載した。ボディは一新され、それは「それほど大きくない」と認識されていたが、「非常に角度があった」。ボディにはサイドポッドが無く、ラジエターはシャシーと平行に設置された。重量は530kgであった。タイヤは日本ダンロップを使用した。
ドライバーのトニー・トリマーによると、F102Aは設計と組み立てが不十分であった。フロントセクションは、一点の保持クリップでモノコックに取り付けられていた。全体として、F102は「前作よりもさらに悪かった」。他のレーシングチームのチームボスは、安全上の理由からF102Aをドライブしないようトリマーにアドバイスした。

## レース戦績
マキエンジニアリングは、1976年10月24日に富士スピードウェイで開催された日本グランプリにF102Aをエントリーした。 1975年のレース以来、F1グランプリに出場していなかったトニー・トリマーが再び起用された。トリマーにとってマキをドライブすることはフォーミュラ1で再び自分自身を示すチャンスであった。車体は黒く塗られ、黄色ストライプがアクセントとして入れられた。
金曜日のフリーセッションでは、1周後にギアボックスの異常が発生した。その後の予選でトリマーは1周しかできなかった。ラップタイムは1分半以上であった。彼はポールシッターのマリオ・アンドレッティ（ロータス）より18秒遅く、技術的に劣ったウィリアムズ・FW05で予選を最下位通過したハンス・ビンダーより13.5秒遅かった。トリマーは予選落ちに終わった。
シャドウ・レーシング・カーズはトリマーが予選落ちした後、シャドウ・DN5のドライブをオファーしたが、マキはトリマーを契約から解放しなかった。

## F1における全成績
(key) （斜体はファステストラップ）
| 年     | シャシー    | エンジン                   | タイヤ | ドライバー       | 1   | 2   | 3   | 4   | 5   | 6   | 7   | 8   | 9   | 10  | 11  | 12  | 13  | 14  | 15  | 16  | ポイント | 順位 |
| ------ | ----------- | -------------------------- | ------ | ---------------- | --- | --- | --- | --- | --- | --- | --- | --- | --- | --- | --- | --- | --- | --- | --- | --- | -------- | ---- |
| 1976年 | マキ・F102A | フォード-コスワース DFV V8 | G      |                  | BRA | RSA | USW | ESP | BEL | MON | SWE | FRA | GBR | GER | AUT | NED | ITA | CAN | USA | JPN | 0        | -    |
| 1976年 | マキ・F102A | フォード-コスワース DFV V8 | G      | トニー・トリマー |     |     |     |     |     |     |     |     |     |     |     |     |     |     |     | DNQ | 0        | -    |

## 参照
1. 1 2 3 4 5  Geschichte von Maki Engineering auf der Internetseite www.f1rejects.com (abgerufen am 15. Mai 2014).
2. 1 2  David Hodges: Rennwagen von A-Z nach 1945, Motorbuch Verlag Stuttgart 1993, ISBN 3-613-01477-7, S. 158.
3. 1 2  David Hodges: A-Z of Grand Prix Cars 1906-2001, 2001 (Crowood Press), ISBN 1-86126-339-2, S. 143.